# Mac Taylor
 (février 2023).
Si vous disposez d'ouvrages ou d'articles de référence ou si vous connaissez des sites web de qualité traitant du thème abordé ici, merci de compléter l'article en donnant les références utiles à sa vérifiabilité et en les liant à la section « Notes et références ».
Mac Taylor est un personnage de la série télévisée Les Experts : Manhattan, joué par l'acteur américain Gary Sinise.
Sa première apparition a lieu dans le 23e épisode des Experts : Miami, intitulé « Poursuite à Manhattan ».

## Biographie
Mac Llewellyn Taylor naît le 1er novembre 1965. Originaire de Chicago, il était officier dans l'U.S. Marine Corps. Après une brillante carrière militaire, dont Beyrouth en 1983, il déménage à New York et prend rapidement du galon dans les rangs de la police criminelle. Son deuxième prénom, Llewellyn, est révélé dans l'épisode « Mort imminente » (saison 8, épisode 18) par Christine Whitney.
Professionnel consciencieux, il dirige ses enquêtes selon un grand principe : « tout est lié », et surtout sur trois valeurs qu’il défend : l’honneur de son pays, la sécurité de la ville et l’intégrité de son équipe. S’il s’appuie sur les preuves matérielles, il s’intéresse aussi au passé et au caractère des protagonistes pour découvrir la vérité.
Sur le plan personnel, il a énormément de difficultés à surmonter la mort de sa femme, Claire Conrad Taylor, survenue au cours des attentats du 11-Septembre. On découvrira (saison 3) que cette dernière a un fils, Reed Garrett, qu'elle avait abandonné quand elle était jeune. Reed apprend rapidement par Mac que sa mère est décédée. Ayant chacun Claire en commun, les deux hommes sont particulièrement liés. Lors d'une enquête délicate sur le tueur au taxi (deuxième partie de saison 4), Reed devient journaliste et s'intéresse de très près à cette affaire. Lorsqu'il risque sa vie contre l'avis de Mac, celui-ci semble déboussolé, et l'on comprend alors à quel point il tient à lui.
Il tisse aussi une très forte relation amoureuse (saison 3) avec Peyton Driscoll, le médecin légiste, chez laquelle il retrouve beaucoup de points communs avec Claire. Hélas, après quelques mois de bonheur, Peyton quitte Mac (dans une lettre, épisode 4 de la saison 4) pour retourner dans son pays natal. Plus tard, Mac croise la route d'Ella McBride lors d'une enquête, qui va tout faire pour essayer de le séduire (saison 5)
Il retrouvera aussi une amie, Christine Whitney, qu'il avait perdue de vue et avec qui il entamera une relation amoureuse (saison 8, épisode 14). Elle sera aussi à ses côtés lorsqu'il se fera tirer dessus (saison 8, épisode 18). À la fin de la saison 9, il demandera Christine en mariage qu'elle acceptera.
Il possède de proches relations amicales avec Stella Bonasera, suivie par sa remplaçante Joséphine "Jo" Danville. Durant son temps libre, il joue de la guitare basse dans un club de jazz.